# Anders Hansén
Anders Olov Hansén, född 18 september 1983 i Västerås, är en svensk före detta utövare av amerikansk fotboll. Han har spelat med Stockholm Mean Machines.
Han har 2 SM-guld (2008 och 2009) och har spelat 7 landskamper varav tre under VM 2007 i Kawasaki, Japan. Hans första klubb var KTH Osquars som senare blev Djurgårdens AFF. Dessförinnan var han hockeyspelare i Enköpings SK och Lidingö Vikings.
Han är 195 cm lång och väger 106 kg (2009-10-25).